# Amphisbaena mitchelli
Amphisbaena mitchelli là một loài bò sát trong họ Amphisbaenidae. Loài này được Procter mô tả khoa học đầu tiên năm 1923.